# Audit energetic
Auditul energetic al unei clădiri urmărește identificarea principalelor caracteristici termice și energetice ale construcției și ale instalațiilor aferente acesteia și stabilirea, din punct de vedere tehnic și economic a soluțiilor de reabilitare sau modernizare termică și energetică a construcției și a instalațiilor aferente acesteia, pe baza rezultatelor obținute din activitatea de analiză termică și energetică a clădirii.

## Audit energetic VS Certificatul de performanță energetică
Certificatul de performanță energetică al unei clădiri urmărește declararea și afișarea performanței energetice a clădirii, prezentată într-o formă sintetică unitară, cu detalierea principalelor caracteristici ale construcției și instalațiilor aferente acesteia, rezultate din analiza termică și energetică.
Dacă certificatul energetic doar calculează performanța energetică a clădirii în funcție de mai multe sisteme consumatoare de energie, auditul energetic presupune prezentarea de soluții pentru reducerea acestor consumatori energetici prin intermediul unor intervenții fizice asupra clădirii.